# DREAM (近藤真彦のアルバム)
『DREAM』（ドリーム）は、近藤真彦の9枚目のオリジナル・アルバム。
1986年12月12日に発売された。発売元はCBS・ソニー。

## 概要
8ヶ月振りの新作。本作は、女性からの作詞だけで構成されている。

## 収録曲
- 全作曲・編曲：Mark Davis

1. イヴの告白
  - 作詞：竹内まりや
2. 時計じかけのロマンス
  - 作詞：微美杏里
3. 青い情熱
  - 作詞：五輪真弓
4. 念動最高少女
  - 作詞：大原まり子
5. MRS.TEASER
  - 作詞：山田詠美
6. SWIMMER
  - 作詞：白峰美津子
7. 12階の恋人
  - 作詞：石原千津子
8. DREAMER DEAR
  - 作詞：美尾洋乃
9. 摩天楼ラヴ
  - 作詞：五輪真弓
10. MOON & STAR CHILD
  - 作詞：大原まり子